# 김정아 (기업인)
김정아(金廷娥, 1969년 1월 1일~)는 대한민국의 패션 기업인, 작가, 번역가, 도스토옙스키 전문가, 주한 프랑스 대사관, 주한 콜롬비아 대사관의 패션 브랜드 관련 컨설턴트, 패션 MD, 프랑스 브랜드 Devastee의 Creative Director이다.

## 생애
김정아 대표는 1969년 1월1일 경상북도 안동에서 2녀 1남중 차녀로 태어났다.

## 학력
한양여자고등학교를 졸업하고 서울대학교 노어노문학과에서 노어노문학 학사 학위를 취득했다. 학부를 마치고 서울대학교 대학원에서 러시아 문학 석사 학위를 취득했으며 서울대학교 박사과정에 재학중 미국으로 건너가, University of Illinois at Urbana-Champaign 대학원 슬라브 어문학부에서 석사학위 취득 및 동 대학원에서 슬라브 문학 박사 학위를 취득했다. 그리고 슬라브 어문학부 대학원에서 폴란드 문학을 부전공했다.

## 이력
서울대학교에서 학사와 석사, 일리노이 대학교에서 석사와 박사 학위를 취득한 후, 러시아 문학과 관련된 연구와 교육에 매진했다. 20여권의 러시아 관련 번역서를 출간했으며, 특히 현재 세계 최초 ‘도스토옙스키 4대 장편 단일 번역가 번역’이라는 프로젝트를 진행중에 있다. <죄와벌>, <백치>, <악령>이 출간되었으며 현재 <카라마조프 형제들>을 번역중에 있다.
도스토옙스키 전문가로 중앙선데이에 전면 칼럼 <<도스토옙스키 문학으로 본 21세기>>를 연재했다.
이런 과정에서 영어, 러시아어, 일본어, 중국어 등, 모국어인 한국어를 포함 5개국어에 능통하게 되었으며 다국적 관점에서 문학을 이해하였다.
패션회사 CEO로서의 경험을 통해 미국, 이태리, 프랑스, 일본, 영국 등 글로벌 명품 브랜드와 협력하며 해외 명품 MD로서의 역량을 발휘하였고, 다양한 국가와 문화에서의 비즈니스 환경 및 에티켓을 익혔다. 인문학적 배경덕에 백화점 및 패션 유통의 ‘바이블’이라고 불리는 패션엠디 시리즈 개정판 포함 4권을 완간하였다.
또한 저명한 패션계 비투비 잡지인 <<패션비즈>>에 인문학자로서의 인사이트로 패션과 유통 세계를 분석하는 <<어느 인문학자의 패션 오디세이>>를 23년부터 연재중이다.
주한 프랑스 대사관 소속 비즈니스 프랑스에 2017년부터 비즈니스 컨설팅을 하고 있고, 데바스테, 코텔락, 라리크 등 다양한 프랑스 브랜드의 국내 런칭을 도왔다. 2018년, 프랑스 슈즈협회 (FFC)와 주한 프랑스 대사관 협업으로 ‘History of French Passion for leather Accessories (프랑스 열정의 역사:가죽 패션 제품)’ 한달간의 대형전시를 성공적으로 진행했다.
인문학적 지식과 비즈니스 경험을 바탕으로 한국과 콜롬비아 간의 문화적, 경제적 교류를 증진시켜왔다. 2016년 콜롬비아 인디언 부족인 와유족의 전통 모칠라 백을 사러 콜롬비아 북동쪽 끝에 있는 오지인 리오아차라는 작은 도시에 갔다가, 인문학적 호기심이 동해 그들이 사는 과히라 사막에 찾아가 와유족 어른과 어린아이들을 만난 것을 계기로 그들의 문화적 전통적 의미 알리고 그 인세로 와유족 아이들을 돕기 위해 <<모칠라 스토리>>를 썼다. 와유족의 거의 유일한 생계 원천인 모칠라를 많이 팔기위해 국내 유명 백화점들에서 많은 팝업 스토어를 전개하여, 콜롬비아 대사님으로부터 국내 유일 “정품 인증서”를 획득했다. 이를 계기로 2016년 이후 주한 콜롬비아 대사관 및 그 부속 비즈니스 섹터인 프로콜롬비아와 밀접히 일하고 있으며. 2019년 우리나라에서 유일하게 프로콜롬비아의 초대로 콜롬비아를 재방문하여 역사적, 관광적으로 유명한 장소들을 다 둘러보고, 이에 대한 보답으로 한국어로 된 최초의 콜롬비아 국가에 대한 서적 <<라틴 아메리카의 보석 콜롬비아>>를 출간해 콜롬비아의 아름다움과 한국전쟁 당시 라틴아메리카에서 유일한 파병국인 형제국가 콜롬비아에 대해 알렸다. 10여년에 걸쳐 한국과 콜롬비아 양국의 문화와 경제 협력에 기여한 다양한 활동에 대한 공로로 2024년 주한 콜롬비아 대사관에서 감사패 및 공로상을 수상했다.

## 경력

### (주)스페이스 눌
- (주)스페이스 눌(Space Null) 설립 / 대표이사 겸 치프 바이어 (2017~현재)
- 주한 프랑스대사관 소속 비즈니스 프랑스(Business France) 비즈니스 컨설팅 (2017~현재)
- 프랑스 럭셔리 컴포트화 Arche 국내 배급권(distributionship) 확보 (2023~현재)
- 프랑스 브랜드 DEVASTEE의 전세계 판권 획득 (2020~현재)
- 주한 콜롬비아 대사관 내 비즈니스 섹터, Pro-Colombia 패션 비즈니스 컨설팅 (2019~현재)
- 콜롬비아 럭셔리 스윔 리조트 웨어 PilyQ 독점권 획득 및 갤러리아 론칭 (2019~현재)
- 프로 콜롬비아 초대로 보고타 패션위크 참여 (2019)
- 프랑스 슈즈협회(FFC) & 프랑스 대사관 협업으로  'History of French Passion  for leather Accessories(프랑스 열정의 역사: 가죽 패션 제품)' 대형전시 진행 (2018)
- 국내 유일하게 주한 이태리대사관 초청 "로마 Luxury Fair" 참석 (2018)
- 주한 이태리대사관 초청 "Naple Meets the World" 참석[2] (2017)
- 이태리 브랜드 Maryling, 영국 브랜드 Bora Aksu 독점권 획득 및 국내 모노브랜드로 전개 (2017)

### (주)샘플링
- (주)샘플링 대표이사 (2008~2016)
- 주한 콜롬비아 대사관에서 Mochilla, 국내 유일 정품 인증서(authenticity certificate) 부여 (2016)
- 신세계, 갤러리아, 롯데, 삼성 등에서 Mochilla 홀세일 전개 (2016)
- 쇼룸 샘플링 론칭 (2014~2016)
- Pas de Calais, Hope, Daydream Nation 등 다양한 브랜드 삼성, 신세계, 롯데 등에서 홀세일 전개 (2014~2016)
- 스칸디나비아 전문 편집숍 Hope 현대 본점 오픈 (2013)
- 스웨덴 3대 브랜드 Hope, Filippa K, Tiger of Sweden 국내 독점권  확보 (2013~2016)
- Herno 여성복 라인 국내 론칭 (2009)

### 대외
- Korean Culture and Creative Entrepreneurship Center, Medellin, Colombia Advisory Board member(메데진 시립대학 한국 문화 혁신센터 자문위원)
- Fundacion Cultural Asiaiberomaerica, Bogota, Colombia Board member (아시아-이베로아메리카 문화재단 이사)
- 사단법인 유라시아21 이사
- 파주 출판도시문화재단 이사
- 콜롬비아 명예영사 후보로 지명 (인천) 2025.

### 주한 콜롬비아 대사관과의 협력
- 가뭄으로 고통받는 콜롬비아 북동부 와유족을 돕기 위해 모칠라 수입
- 주한 콜롬비아 대사관과의 협업으로 『모칠라 스토리』 출간 / 인세 전액 와유족에 기부
- 주한 콜롬비아 대사관으로부터 한국에서 유일한 와유족 모칠라의 정품 인증서 획득
- 대사관 초청으로 콜롬비아 VIP 방문 및 매년 콜롬비아 국경일 행사 참석
- 주한 콜롬비아 대사관으로부터 공로상 및 감사장 수상

### 주한 프랑스 대사관과의 협력
- 주한 프랑스 대사관 비즈니스 섹터인 비즈니스 프랑스를 위한 패션 비즈니스 컨설팅 제공
- 비즈니스 프랑스가 주최하는 Mode in France 등 다양한 행사에 VIP로 초대
- 파리 패션 위크 트레이드 쇼 트라노이 참여, 프랑스 브랜드를 위한 컨설팅 제공

## 수상
- 주한 콜롬비아 대사관 공로상 (2024)

## 저서

### 출간
- 『라틴 아메리카의 보석 콜롬비아』 (2024)[3]
- 『패션 MD 1 : 바잉』 개정증보판 (2023)[4]
- 『패션 MD 3: 쇼룸』 (2018)[5]
- 『패션 MD 2: 브랜드』 (2017)[6]
- 『모칠라 스토리』 (2016)[7]
- 『패션 MD』 (2015)[8]

### 번역
- 『카라마조프가의 형제들』 도스토옙스키 (2024)
- 『악령』 도스토옙스키 (2023)
- 『백치』 도스토옙스키 (2021)
- 『100인의 배우 세계문학을 읽다』 (오디오북) (2021)
- 『죄와 벌』 도스토옙스키 (2020)
- 『우스운 사람의 꿈 』 도스토옙스키(2018)
- 『온순한 여인』 도스토옙스키(2018)
- 『미성년』 (천줄읽기) 도스토옙스키(2018)
- 『학대받고 모욕받은 사람들』 (천줄읽기) 도스토옙스키 (2016)
- 『도박사』 (천줄읽기) 도스토옙스키 (2015)
- 『카라마조프가의 형제들』 (천줄읽기) 도스토옙스키 (2014)
- 『악령』 (천줄읽기) 도스토옙스키 (2013)
- 『백치』 (천줄읽기) 도스토옙스키 (2012)
- 『죄와 벌』 (천줄읽기) 도스토옙스키 (2012)
- 『죽음의 집의 기록』 (천줄읽기) 도스토옙스키 (2011)
- 『가난한 사람들』 (천줄읽기) 도스토옙스키 (2011)
- 『무엇을 할 것인가?』 (천줄읽기) 니콜라이 체르니솁스키	 (2010)
- 『카람진 단편집』 니콜라이 카람진 (2010)
- 『지하생활자들의 수기』 (천줄읽기) 도스토옙스키 (2010)
- 『되찾은 젊음』 (천줄읽기) 미하일 조쉬첸꼬 (2009)
- 『부실한 컨테이너』 미하일 조쉬첸꼬 (2008)
- 『집에서 한 남자가 나왔다』 다닐 하름스 (2004)

### 논문
- 하름스의 『노파』에서 “기적을 행하는 자”로서의 노파역할 연구, 노어노문학 (2005)[9]
- 『죄와 벌』 에필로그의 구조적 필연성, 노어노문학 (2003)[10]
- Number Symbolisma in the Story of Sonya Canadian American Slavic Studies  2003. winter. (2003)[11]
- Some Narrative Techniques of Dostoevsky`s Works: Unity through Fragmentariness, 러시아 연구 (2002)[12]
- The Problem of Evil and The Importance of Movement on the Road to Salvation in Gogol:Musing on Dante's 『Inferno』, 러시아 연구 (2001)[13]
- Numerological code in Dostoevsky's Crime and Punishment - 박사논문, UIUC (2001)[14]
- 도스토옙스키의 <<지하생활자의 수기 연구>> - 서술구조와 패러디를 중심으로 - 석사논문, 서울대학교 (1994)

### 칼럼
중앙일보(주말판 전면칼럼) '도스토옙스키 문학으로 본 21세기' (2024)
- 외투 한 벌, 구두 한 켤레…누군가에겐 생존·존엄성 문제[18]
- ‘도박의 노예’ 도스토옙스키 구원한 건 아내의 온기[19]
- 소녀에 대한 연민이 '우스운 사람'을 만들었다[20]
- “살 수만 있다면…” 시베리아에서 10년, 대문호를 만들다[21]
- 죄 없는 아이들 고통·눈물, 그런 세계 만든 신을 거부하다[22]

월간지 『패션비즈』 ‘어느 인문학자의 패션 오디세이’ (2022~)
- 어느 인문학자의 패션 오디세이 (1)[23]
- 어느 인문학자의 패션 오디세이 (2)[24]
- 어느 인문학자의 가을 바람에 관한 단상[25]
- 파리 출장기(1) 파리에서의 주말 아침[26]
- 파리 출장기(2)…이질적인 파리의 두 모습[27]
- 인문학자의 패션 오디세이(3) - 시카고와 편집숍[28]
- 인문학자의 패션 오디세이 (4) - 샴페인과 축구공파마[29]
- 인문학자의 패션 오디세이(5)[30]
- 어느 인문학자의 패션 오디세이(6)[31]
- 어느 인문학자의 패션 오디세이⑦ 일본편 Ι[32]
- 어느 인문학자의 패션 오디세이⑧ - 일본편Ⅱ[33]
- 어느 인문학자의 패션 오디세이⑨ - 일본편Ⅲ[34]
- 어느 인문학자의 패션 오디세이⑩ - 일본편Ⅳ[35]
- 어느 인문학자의 패션 오디세이⑪[36]
- 어느 인문학자의 패션 오디세이⑫ - 이탈리아편 I[37]
- 어느 인문학자의 패션 오디세이⑬ - 이탈리아편 Ⅱ[38]
- 어느 인문학자의 패션 오디세이⑭ - 이탈리아편 Ⅲ[39]
- 어느 인문학자의 패션 오디세이⑮ - 이탈리아편 Ⅳ[40]
- 하쉬 이야기 1탄 ‘상인정신 & 융통성’[41]
- 하쉬 이야기 2탄 '협상의 관건은 돈'[42]
- 하쉬 이야기 3탄 '이탈리아에 가족 경영 회사가 많은 이유'[43]
- 하쉬 이야기 4탄 '하쉬(Hache) 뒷이야기와 AVN'[44]
- '넘버21과 알렉산드로 델라쿠아'[45]
- '대기업 ‐ 중소기업 간 숨 막히는 재계약 전쟁'[46]
- '갤러리아 정체성? 이스트와 웨스트 간, 명확한 경계를' ... 고(故) 서영민 여사 서거 2주기에 부쳐(1)[47]
- '갤러리아가 놓친 것들' ... 고(故) 서영민 여사 서거 2주기에 부쳐(2)[48]
- '한화 갤러리아백화점 어제와 오늘'[49]
- '우연이 아닌 운명 <모칠라 스토리>'[50]
- '라틴 아메리카의 보석 콜롬비아'[51]
- '월드타워 에비뉴엘과 버킨백 이야기'[52]
- '팝업스토어 창시자 '팀 버튼의 상상력''[53]
- ''팀랩 플래닛'과 미래의 패션'[54]
- '파리가 패션 최고 성좌 유지하려면?'[55]
- '멀티숍 이야기(1) 존재해야만 하는 이유'[56]
- '멀티숍 이야기(2) 왜 적자일까?'[57]
- '멀티숍 이야기(3) 누가, 왜 이윤도 없는데 해야만 할까?'[58]

## 강연
- 연세대 경영자 과정에서 [유통의 미래와 전략]에 대한 특강
- SK플래닛 [편집숍이란 무엇인가] 임원 특강
- 중앙대 의상학과 [패션 MD와 유통] 특강

## 강의
- 서울대학교 노문학 강의 (2002-2005)
- UIUC에서 노문학 강의 (1998-2001)

## 방송
- 문화시대_* 주간초대석 : <도스토옙스키 탄생 200주년, '죄와 벌' 깊이 읽기> - 김정아 러시아문학 연구자[59]
- 문화시대_김정아(번역가/패션사업가)[60]
- 문화시대 * 월요초대석* <구원을 갈구하는 절대미의 비극_도스토옙스키의 '백치'>[61]

## 언어
- 한국어
- 영어
- 일어
- 중국어
- 러시아어

## 언론보도
해외
- [TASS] Южнокорейская предпринимательница рассказала, что вдохновляется Достоевским (한국 기업가는 도스토옙스키에게 영감을 받았다고 말합니다.)[62]
- [PNA HOBOCTN ] Ким Чжон А: корейцы чувствуют в Достоевском родственную душу ( 김정아: 한국인들은 도스토옙스키에게서 동질감을 느낀다.)[63]

국내
- 김정아 대표 "콜롬비아 전통 '모칠라백' 패션계 매혹"[64]
- 김정아 대표 "편집숍 승패 결정하는 브랜드 따로 있다"[65]
- 김정아 “도스토옙스키는 언제나 현재형이다”[66]
- “옷이 너무 좋아서 MD가 되고 싶어요” - 취준생에 11년 차 MD의 조언[67]
- 김정아 “모칠라는 와유족의 열정이 만들어낸 예술작품”[68]
- 새벽1시에 일어나 도스토옙스키 번역하는 엄마CEO, 김정아[69]
- 패션비즈 인터뷰 - 김정아｜스페이스눌 대표[70]
- 김정아, 인문학자에서 패션전문가에 이르기까지[71]
- 김정아 “도스토옙스키는 언제나 현재형이다”[72]
- 김정아, <편집숍패션MD> 책쓰다[73]
- 도스토옙스키 번역·패션업 2모작…“새벽이 있는 삶 덕분”[74]
- 김정아 “모칠라는 와유족의 열정이 만들어낸 예술작품”[75]
- 김정아 스페이스눌 대표_수입 브랜드를 키울 수 있는 두 가지 비결[76]
- 김정아스페이스눌 대표 데바스테~스페이스눌, 수입 컨템퍼러리 대모[77]
- 김정아 “모칠라는 와유족의 열정이 만들어낸 예술작품”[78]
- 김정아 스페이스눌 대표 '패션MD 1 바잉 2023 버전' 출간[79]
- 데바스테, 컨템 다크호스로! 리포지셔닝 6개월 만에 성과… 롯데본점 등 월 1억 돌파[80]
- 김정아표 수입 컨템 '데바스티' 롯데 본점에 공식 오픈[81]
- 수입 편집 리더 ‘스페이스눌’ 데바스테 전 세계 판권 확보… 제라르다렐 리론칭[82]
- 김정아 스페이스눌 대표, 도스토예프스키 '죄와벌' 번역[83]
- 뜨는 브랜드 속속, '김정아' 그는?[84]
- 스페이스눌 '데바스티' 글로벌 총판으로 biz 스타트[85]
- 편집의 시대! 김정아의 ‘패션MD’ 책에 해답있다?[86]
- 伊 「메릴링」 갤러리아 WEST 입점[87]
- 패션비즈 인터뷰 - 김정아 사장 그는?[88]
- 모칠라 가방으로 시작된 10년 간의 문화 외교로 패션과 외교 경계를 넘었죠[89]
- 김정아 스페이스눌 대표, 콜롬비아 대사관서 공로상 수상[90]
- 라틴아메리카의 보석, 콜롬비아[91]
- 김정아 스페이스눌 대표, '남미의 보석' 콜롬비아 전도사로[92]
- [문화·예술돋보기 W시선] 나PD님, 여성 버전 ‘알쓸신잡’은 어때요?[93]
- "모칠라 가방으로 시작된 문화외교 상상 못했죠"[94]
- 도스토옙스키 4대 장편 번역한 김정아 번역가[95]
- [연합뉴스]김정아, 도스토옙스키 4대장편 완역…"영혼이 탯줄로 연결된 느낌"[96]
- “도스토옙스키가 내 인생 90% 형성”…4대 장편 국내 첫 완역한 김정아[97]
- [국민일보]“도스토옙스키는 제 삶에 나침반이 되어준 선생님”…4대 장편 국내 첫 완역 김정아 번역가[98]
- [서울경제]"'연민하는 인간'이 진짜…지금 도스토옙스키를 읽어야 하는 이유"[99]
- [뉴시스]도스토옙스키 4대 장편 완역 김정아 "도 선생님과 탯줄로 연결"[100]
- [중앙일보]韓최초 '4대 장편' 완역했다…도스토옙스키에 10년 쏟은 번역자[101]
- [경향신문]도스토옙스키 4대 장편 완역 김정아 번역가 “‘도 선생님’과 탯줄로 연결”[102]
- 도스토옙스키 완역 10년 “도 선생 그 자체가 되려했다”[103]
- [조선일보]도스토옙스키 4대 장편 완역한 패션회사 CEO[104]
- “내인생 90% 도스토옙스키가 만들어”[105]
- [동아일보]“도스토옙스키 문학의 정수는 인간에 대한 연민”[106]
- [서울신문]“도스토옙스키가 말한 건 사랑과 연민”[107]
- [세계일보]“나를 만든 도스토옙스키, 독자들과 나누고파”[108]
- [한국일보]"도스토옙스키 신드롬 불길"... 4대 대작 국내 최초 완역한 김정아[109]
- 김정아 대표, 국내 최초 도스토옙스키 '4대 장편' 완역했다[110]
- “나는 도스토옙스키에 영혼을 저당 잡힌 사람” 4대 장편 완역 성공한 김정아 번역가[111]
- 김정아 박사, 도스토옙스키 4대 장편 단독 완역[112]
- 도스토옙스키에 영혼을 저당 잡힌... 4대 장편 완간[113]